# José Antonio Garrido
Pour les articles homonymes, voir Garrido (homonymie).
Garrido  Lima est un nom espagnol. Le premier nom de famille, en général paternel, est Garrido ; le second, en général maternel, souvent omis, est Lima.
José Antonio Garrido Lima, né le 28 novembre 1975 à Barakaldo, est un coureur cycliste espagnol.

## Biographie
José Antonio Garrido commence sa carrière professionnelle en 1999 dans l'équipe portugaise Benfica. Vainqueur d'étape sur le Tour du Venezuela et le Tour du Portugal, il est recruté en 2001 par la formation espagnole Jazztel-Costa de Almería. Il y participe à ses premiers Tours d'Espagne et obtient plusieurs places d'honneurs sur les courses espagnoles. Il est ainsi vainqueur d'étape et dixième du classement final du Tour de Catalogne 2002. Il enregistre plusieurs bons résultats en mai 2003 (4e et vainqueur d'étape de la Clásica de Alcobendas, 9e du Tour des Asturies, 7e de la Subida al Naranco, 7e du Tour de Castille-et-León), précédant son coéquipier José Antonio Pecharromán qui se révèle en juin. Tous deux sont recrutés en août par l'équipe belge Quick Step-Davitamon. Comme Pecharroman, Garrido déçoit chez Quick Step. Il est néanmoins sélectionné comme équipier sur les Tours d'Italie et d'Espagne jusqu'en 2006. En 2007, il s'engage avec l'équipe portugaise LA-MSS.

## Palmarès

### Palmarès amateur
- 1996
  - 3e étape du Tour de Salamanque[2]
  - 3e du Tour de Salamanque
- 1998
  - 4ea étape de la Vuelta a la Montaña Central de Asturias[2]
  - Tour de Ségovie
  - 2e étape du Tour d'Ávila[2]
  - Tour du Goierri :
    - Classement général
    - 1re étape[2]

  - 2e du championnat de Biscaye du contre-la-montre
  - 2e du Tour d'Ávila
  - 3e du Tour de Salamanque

### Palmarès professionnel
- 1999
  - 11e étape du Tour du Venezuela
- 2000
  - 8e étape du Tour du Portugal
- 2002
  - 4e étape du Tour de Catalogne
  - 10e du Tour de Catalogne
- 2003
  - 2e étape de la Clásica de Alcobendas

## Résultats sur les grands tours

### Tour d'Espagne
5 participations
- 1999 : 101e
- 2002 : 36e
- 2004 : 98e
- 2005 : abandon (10e étape)
- 2006 : 59e

### Tour d'Italie
2 participations
- 2005 : 121e
- 2006 : 134e